# Roo'ra
I Roo'ra erano un gruppo dance-hip hop sudcoreano, in attività dal 1994 al 2001. Il loro nome è l'abbreviazione dell'inglese "Roots of Reggae" (Radici del Reggae).

## Storia
Molti degli album del gruppo sono stati dei bestseller del tempo in Corea, tra cui l'album di debutto che ha venduto più di 280 000 copie. I Roo'ra, inoltre, hanno segnato il record di vendite per un gruppo di genere dance-hip hop in patria, raggiungendo un milione di copie. Nel 1996, il gruppo ha causato una controversia per aver campionato un brano giapponese, Omatsuri Ninja, nella loro canzone Cheon sang yu ae (hanja: 天上有愛; hangŭl: 천상유애), senza averlo accreditato al gruppo che l'aveva originariamente ideato, i Ninja. Questo incidente ha dato inizio ad un dibattito "sulla natura del nazionalismo coreano nella musica popolare", dibattito che si protraeva, pur sopito, dalla metà degli anni '90. A causa della controversia, nello stesso anno il gruppo quasi si sciolse, ma l'avrebbe effettivamente fatto solo nel 2001, dopo la pubblicazione dell'ultimo album. Nel 2008, gli ormai ex-membri Lee Sang Min, Go Young Wook, Kim Ji Hyun e Chae Ri Na organizzarono una reunion della band, che avrebbe lavorato ad un nuovo album. Tuttavia, nel mezzo del progetto, Shin Jung Hwan e Go Young Wook formarono un duo canoro temporaneo chiamato Roo'ra Man, e pubblicarono il singolo The Reason Why I Hate Winter, prodotto da Lee Sang Min, a dicembre del 2008. Il nuovo album dei Roo'ra è stato pubblicato a luglio del 2009, preceduto dal singolo Going Going.
I membri originari del gruppo erano Lee Sang-min, Go Young-ok, Kim Ji-hyun e Shin Jung-whan, tuttavia nel 1995 Jung-whan lasciò gli altri per effettuare il servizio militare, e fu rimpiazzato dalla cantante Chae Ri-na. Jung-whan apparse di nuovo col gruppo per alcune occasioni nel 1995 e nel 1997, sebbene non sia stato accreditato negli album pubblicati successivamente al 1994 e non fosse un membro a tutti gli effetti. Nel 1996, anche Kim Ji-hyun lasciò la band per dare avvio ad una carriera solista, e fu rimpiazzato da Michael Romeo. Il gruppo si sciolse nel 1997, poi si riformò nel 1999, quando Ji-hyun si riunì a Sang-min, Young-ok e Ri-na nella formazione che sarebbe rimasta fino allo scioglimento finale del gruppo, nel 2001.

## Discografia

### Album
- 100일째 만남, 1994
- Roo'ra & Two-Two's X-mas, 1994
- 날개 잃은 천사 (Angelo Senza Ali), 1995
- 룰라 Live, 1995
- Reincarnation of the Legend, 1995
- All Systems Go, 1996
- Pops & Party, 1996
- The Final, 1997
- Best of Roo'Ra, 1997
- Six n' Six, 1999
- 풍변기곡 (Una Canzone che Cambia il Vento), 2000
- Best & Last, 2001
- Again, 2009

## Premi
- 1995 대한민국 영상·음반 대상 골든디스크 부문 Korea Visual and Records Grand Prize Award - "Categoria Disco d'Oro"[4]
- 1995 SBS 가요대전 대상 "Gran Premio SBS"[4]